# Graafland
Graafland (51° 55′ N, 4° 51′ L) é uma cidade dos Países Baixos, na província de Holanda do Sul. Graafland pertence ao município de Molenwaard, e está situada a 13 km, a noroeste de Gorinchem.
A área de Graafland, que também inclui as partes periféricas da cidade, bem como a zona rural circundante, tem uma população estimada em 281 habitantes.